# نیکولای بایریاکوف
نیکولای بایریاکوف (به انگلیسی: Nikolay Bayryakov) ورزشکار مرد رشتهٔ کشتی فرنگی متولد ۵ سپتامبر ۱۹۸۹ در کشور بلغارستان است. 
او در المپیک ۲۰۱۶ ریو در وزن ۸۵ کیلو حاضر بود که در دور اول آدم بوجملین از الجزایر را شکست داد اما در دور بعد از ژان بلنیوک کشتی‌گیر اوکراینی شکست خورد و با توجه به حضور این کشتی‌گیر در فینال، به دیدار شانس مجدد رفت. او در مرحله شانس مجدد احمد عثمان از مصر را شکست داد اما در دیدار رده‌بندی به جاوید حمزاتوف کشتی‌گیر بلاروسی باخت و پنجم شد.